# Ритген, Фердинанд Август фон
Фердинанд Август Мария Франц фон Ритген (нем. Ferdinand August Maria Franz von Ritgen; 1787—1867) — немецкий врач-гинеколог, ботаник, миколог и зоолог.

## Биография
Фердинанд фон Ритген родился 11 октября (по другим данным — 12) 1787 года в районе Вульфен в Дорстене в семье Иоганна Филиппа Ритгена и Марии Луизы Дартон. Учился на врача в Гисенском университете, в 1808 году окончил его со степенью доктора медицины и стал работать врачом в Варштайне.
С 1811 года Ритген работал акушером в Мешеде и Штадтбурге. В Штадтбурге он познакомился с Кларой Герольд, на которой через некоторое время женился. В том же году у них родился сын, будущий архитектор, Хуго фон Ритген.
В 1814 году Ритген стал профессором медицины в Гиссенском университете, преподавал гинекологию. Затем он был назначен директором акушерской клиники в Гисене. Кроме того, Ритген был одним из редакторов журналов Gemeinsame deutsche Zeitschrift für Geburtskunde, Monatsschrift für Geburtskunde und Frauenkrankheiten и Neue Zeitschrift für Geburtskunde. В 1815 году впервые в истории Германии Ритген присвоил почётное звание доктора женщине Йозефе фон Зибольд. В 1823 году Ритген сам был удостоен почётной степени кандидата медицины в Гисенском университете. Затем Ритген ушёл на пенсию и стал изучать биологию. В 1826—1828 он издал несколько книг по ботанике и зоологии.
Фердинанд Август фон Ритген скончался 14 апреля 1867 года в Гисене.

## Некоторые научные работы
- Ritgen, F.A. (1826—1828). Versuch einer natürlichen Eintheilung der Vögel.
- Ritgen, F.A. (1828). Über die Aufeinanderfolge des ersten Auftretens der verschiedenen organischen Gestalten.
- Ritgen, F.A. (1828). Über innere und äussere Bewegung im Pflanzenreiche und Thierreiche.